# Serpralidens naturreservat
Serpralidens naturreservat är ett naturreservat i Arvidsjaurs kommun i Norrbottens län.
Området är naturskyddat sedan 2024 och är 376 hektar stort. Reservatet ligger väster om Moskosel och består av ett skogsberg med granskog.